# لقمه‌ماهی صورتی
لقمه‌ماهی صورتی (نام علمی: Himantura fai) نام یک گونه از سرده لقمه‌ماهی‌های شلاقی است.